# مائوریسیو روآ
مائوریسیو روآ (انگلیسی: Maurício Rua؛ زادهٔ ۲۵ نوامبر ۱۹۸۱) ورزشکار هنرهای رزمی ترکیبی اهل برزیل است.